# St. Kilda (Melbourne)
St Kilda ist ein Stadtteil von Melbourne, Australien, etwa sieben Kilometer südöstlich des Central Business Districts.

## Lage

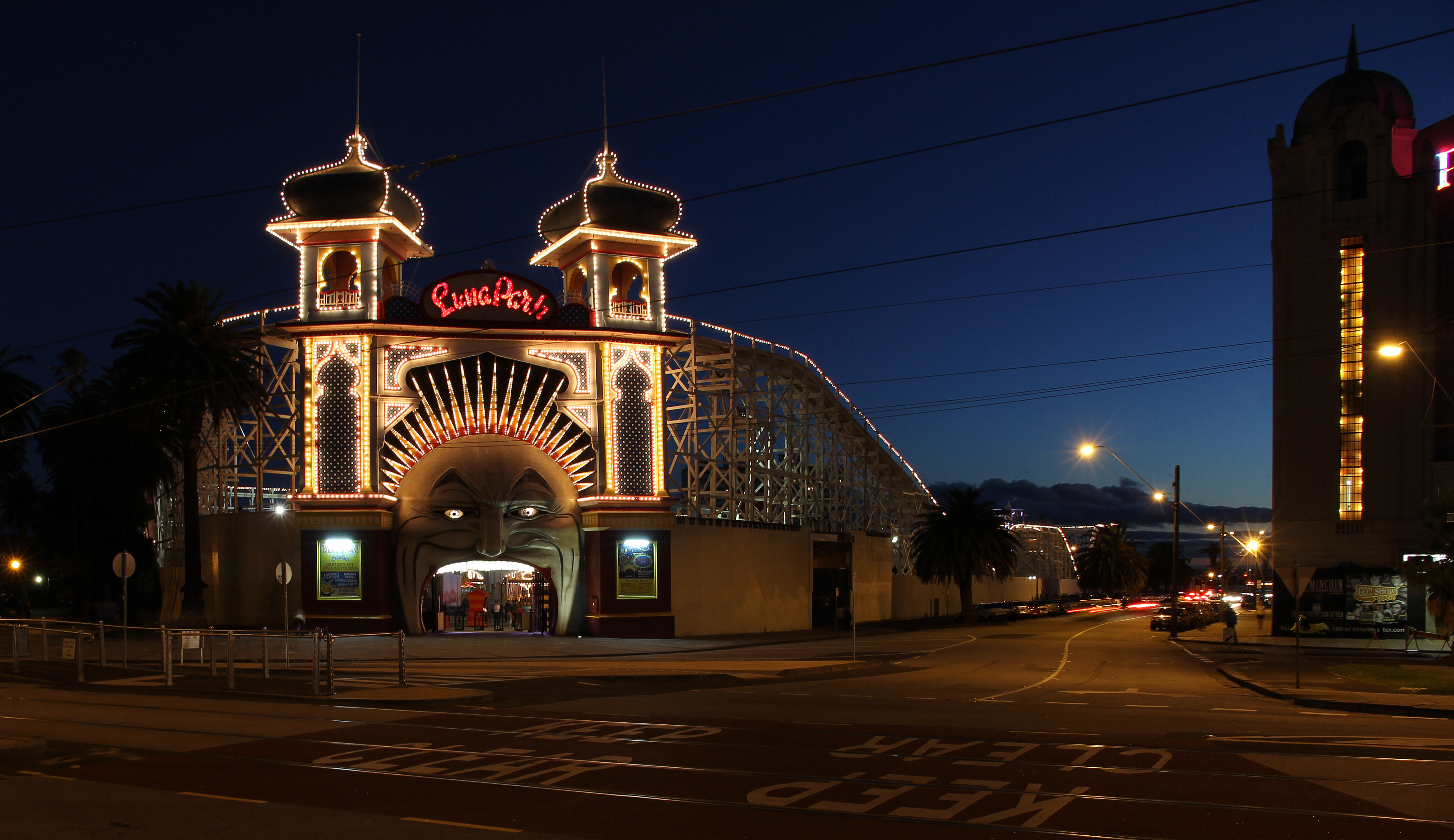
Melbourne Luna Park in St Kilda

St Kilda ist am Strand gelegen, ein populäres Erholungsgebiet sowie ein Zentrum der Künste und der alternativen Kultur. St Kilda ist eines der beliebtesten Partyviertel der Stadt Melbourne. Hier befinden sich neben etlichen Clubs und Bars auch viele Backpackerhostels. Eine bekannte Straße St Kildas ist die Acland Street. Hier gibt es cakeshops, in denen auch Austrian Apfelstrudel erworben werden kann. Jeden Sonntag ist tagsüber an der Esplanade ein Künstlermarkt.
In St Kilda befindet sich der Sitz der Verwaltung von Port Phillip City.
St Kilda ist der Geburtsort der australischen Schriftsteller Joan Lindsay und Morris L. West.

## Namensherkunft
St Kilda wurde nach dem Schiff The Lady of St Kilda benannt, das die Stadt Melbourne 1841 besuchte. Der Besitzer des Schiffes war der britische Politiker Sir Thomas Dyke Acland, unter dessen Namen die Hauptstraße von St Kilda, die Acland Street, bekannt wurde. Das Schiff wurde ursprünglich nach der Inselgruppe St Kilda in Schottland benannt.

## Sport
Der Strand von St Kilda wird für zahlreiche Segelwettbewerbe in den olympischen Segelklassen sowie für Kitesurf-Wettkämpfe genutzt.

## Persönlichkeiten
- Emily Pelloe (1878–1941), botanische Illustratorin und Autorin
- Wilfred N. Beaver (1882–1917), britisch-australischer Beamter und Ethnograph
- Freda Bage (1883–1970), Biologin und Hochschullehrerin
- William Beckwith McInnes (1889–1939), Maler
- George Raymond Dallas Moor (1896–1918), britischer Offizier
- Frederick McEvoy (1907–1951), britisch-australischer Sportler und Playboy
- Mirka Mora (1928–2018), in Frankreich geborene australische Künstlerin